# マルコス・ピニェイロ・ピッゼーリ
マルコス・ピニェイロ・ピッゼーリ（ポルトガル語: Marcos Pinheiro Pizzelli、アルメニア語: Մարկոս Պինեյրո Պիզզելլի、1984年10月3日 - ）は、ブラジル・サンパウロ州ピラシカーバ出身の元サッカー選手。元アルメニア代表。現役時代のポジションはMF、FW。

## 来歴

### クラブ経歴
1984年にブラジルのサンパウロ州ピラシカーバにて生まれ、2000年から2005年にサン・カルロスFCの下部組織で育った。2006年にアルメニア・プレミアリーグ（アルメニア1部）のFCアララト・エレバンにスカウトされて移籍したマルコスは、4月30日のウリセスFC戦でティグラン・イェサヤンとの交代によって58分から初出場、6月16日のウリセス戦で初得点を挙げ、以来、1年目は適応に焦点を当てていたこともあり、5得点に終わったが、翌2007年シーズンにはリーグ戦22得点、2008年シーズンは17得点を挙げ、2年連続で得点王に輝いた。しかし、絶頂期の中、クラブの財務上の問題から、2009年1月にフランスアマチュア選手権2（フランス5部）のASAイシーへ期限付き移籍に出された。
2009年夏に契約満了となったことにより、7月に自由移籍でFCピュニク・エレバンと長期契約をする。ピュニク・エレバンでは、リーグとアルメニア・インデペンデンスカップの2冠を2シーズン連続で達成し、2010年シーズンはアルメニア・スーパーカップを獲得する等、多くのタイトルに恵まれ、また、自身は2010年シーズンにゲヴォルグ・ガザリャンと共に16得点を挙げて3度目となる得点王を獲得している。なお、同シーズン第10節にはリーグ通算100試合目に到達した。2011年シーズンに6得点を挙げた後、移籍した。
2011年6月に同僚のガザリャンと共にウクライナ・プレミアリーグ のFCメタルルフ・ドネツィクへ移籍する。メタルルフでは、FCチョルノモレツ・オデッサ戦で初得点を挙げて以来、18試合4得点とアルメニアリーグ時代と比較して振るわなかったが、これはヴォロディミル・ピャテンコ監督が従来のセンターフォワードではなく、攻撃的MFのポジションにおいた事も一つの要因であった。
アルメニア代表としてロシア戦でのプレーを偶然観戦していたロシア・プレミアリーグ (ロシア1部)のFCクバン・クラスノダールを率いるダン・ペトレスク監督によって見出され、2012年1月13日に3年契約で移籍をした。3月18日のFCルビン・カザン戦で初得点を挙げて勝利に貢献。5月には、2度目となるクラブの月間最優秀選手に選出された。
2013年5月27日、クバン・クラスノダールと同じくクラスノダールを本拠地とするFCクラスノダールに2+1契約で移籍をする。加入から半年後の2014年1月にカザフスタン・プレミアリーグ (カザフスタン1部)のFCアクトベへ期限付き移籍に出された。
2014年10月にFCクラスノダールからFCアクトベに完全移籍を果たす。
2016年1月18日、サウジ・プロフェッショナルリーグのアル・ラーイドに移籍した。
2016年6月27日、アラビアン・ガルフ・リーグのアル・フジャイラに移籍した。
2018年2月13日、FCアクトベに復帰したことが発表された。
2019年12月31日、FCアララト・エレバンに復帰したことが発表されたが、2020年1月11日に怪我のため現役引退を表明した。

## 代表経歴
2008年5月にアルメニアの国籍を取得する。28日のモルドバ代表との親善試合 (2-2)でアルメニア代表初出場及び初得点を記録する成功を収めたが、同年は2試合の出場にとどまった。しかし、クラブでの活躍から注目を集め、2009年8月12日に再招集されてからは定期的に招集されるようになり、2010年10月8日のUEFA EURO 2012予選スロバキア戦でユーラ・モフシシャンの得点をアシスト、数日後のアンドラ戦 (4-0)で代表通算2得点目を挙げると、同予選では、ロシア戦 (1-3)、2度目のアンドラ戦 (3-0)、マケドニア戦 (4-1)でも得点を挙げた。
2012年2月29日にカナダ戦で2得点を記録した。
2019年、アルメニア代表を引退した。

## 私生活
ブラジルで出会った獣医師と2008年に結婚しており、結婚前に一緒にアルメニアへ渡っている。
生まれ故郷のポルトガル語以外にもアルメニア語、英語で会話することが出来、ロシア語を学ぶ等、語学に堪能なマルコスは、ブラジルよりもアルメニアを身近に感じており、サッカー選手として成長させてくれたアルメニアに感謝を述べている。

## 個人成績

### クラブでの成績
2019年11月3日現在
| クラブ                 | シーズン     | リーグ                           | リーグ | リーグ | 国内カップ | 国内カップ | リーグカップ | リーグカップ | 国際大会 | 国際大会 | その他 | その他 | 合計 | 合計 |
| クラブ                 | シーズン     | 所属リーグ                       | 出場   | 得点   | 出場       | 得点       | 出場         | 得点         | 出場     | 得点     | 出場   | 得点   | 出場 | 得点 |
| ---------------------- | ------------ | -------------------------------- | ------ | ------ | ---------- | ---------- | ------------ | ------------ | -------- | -------- | ------ | ------ | ---- | ---- |
| アララト・エレバン     | 2006         | アルメニア・プレミアリーグ       | 24     | 5      |            |            | -            | -            | -        | -        | -      | -      | 24   | 5    |
| アララト・エレバン     | 2007         | アルメニア・プレミアリーグ       | 26     | 22     |            |            | -            | -            | -        | -        | -      | -      | 26   | 22   |
| アララト・エレバン     | 2008         | アルメニア・プレミアリーグ       | 28     | 17     |            |            | -            | -            | 2        | 0        | -      | -      | 30   | 17   |
| アララト・エレバン     | 合計         | 合計                             | 78     | 44     |            |            | -            | -            | 2        | 0        | -      | -      | 80   | 44   |
| イシー (loan)          | 2008–09      | フランスアマチュア選手権2        |        |        |            |            |              |              | –        | –        | –      | –      |      |      |
| ピュニク・エレバン     | 2009         | アルメニア・プレミアリーグ       | 12     | 9      |            |            | -            | -            | 2        | 0        | -      | -      | 14   | 9    |
| ピュニク・エレバン     | 2010         | アルメニア・プレミアリーグ       | 26     | 16     | 4          | 3          | -            | -            | 2        | 0        | -      | -      | 32   | 19   |
| ピュニク・エレバン     | 2011         | アルメニア・プレミアリーグ       | 11     | 6      | 0          | 0          | -            | -            | -        | -        | -      | -      | 28   | 16   |
| ピュニク・エレバン     | 合計         | 合計                             | 49     | 31     |            |            | -            | -            | 4        | 0        | -      | -      | 53   | 31   |
| メタルルフ・ドネツィク | 2011–12      | ウクライナ・プレミアリーグ       | 18     | 4      | 1          | 0          | –            | –            | –        | –        | –      | –      | 19   | 4    |
| クバン・クラスノダール | 2011–12      | ロシア・プレミアリーグ           | 10     | 3      | 0          | 0          | –            | –            | –        | –        | –      | –      | 10   | 3    |
| クバン・クラスノダール | 2012–13      | ロシア・プレミアリーグ           | 21     | 5      | 2          | 1          | –            | –            | –        | –        | –      | –      | 23   | 6    |
| クバン・クラスノダール | 合計         | 合計                             | 31     | 8      | 2          | 1          | -            | -            | -        | -        | -      | -      | 33   | 9    |
| FCクラスノダール       | 2013–14      | ロシア・プレミアリーグ           | 6      | 0      | 2          | 2          | –            | –            | –        | –        | –      | –      | 8    | 2    |
| アクトベ (loan)        | 2014         | カザフスタン・プレミアリーグ     | 28     | 8      | 5          | 2          | –            | –            | 5        | 0        | 1      | 0      | 39   | 10   |
| アクトベ               | 2015         | カザフスタン・プレミアリーグ     | 27     | 5      | 3          | 1          | –            | –            | 2        | 0        | –      | –      | 32   | 6    |
| アル・ラーイド         | 2015–16      | サウジ・プロフェッショナルリーグ | 13     | 4      | 2          | 0          | –            | –            | –        | –        | 2      | 1      | 17   | 5    |
| アル・フジャイラ       | 2016–17      | アラビアン・ガルフ・リーグ       | 7      | 4      |            |            | –            | –            | –        | –        | –      | –      | 7    | 4    |
| クサンティ             | 2016–17      | ギリシャ・スーパーリーグ         | 10     | 0      | 3          | 0          | –            | –            | –        | –        | –      | –      | 13   | 0    |
| アル・シャバブ         | 2017–18      | サウジ・プロフェッショナルリーグ | 15     | 3      | 1          | 1          | –            | –            | –        | –        | –      | –      | 16   | 4    |
| アクトベ               | 2018         | カザフスタン・プレミアリーグ     | 24     | 18     | 1          | 0          | –            | –            | –        | –        | –      | –      | 25   | 18   |
| アクトベ               | 2019         | カザフスタン・プレミアリーグ     | 11     | 2      | 0          | 0          | -            | -            | -        | -        | -      | -      | 11   | 2    |
| アクトベ               | 合計         | 合計                             | 35     | 20     | 1          | 0          | -            | -            | -        | -        | -      | -      | 36   | 20   |
| キャリア合計           | キャリア合計 | キャリア合計                     | 317    | 131    | 24         | 10         | -            | -            | 13       | 0        | 2      | 1      | 356  | 142  |

### 代表での成績
出典:
| アルメニア代表 | アルメニア代表 | アルメニア代表 |
| 年             | 出場           | 得点           |
| -------------- | -------------- | -------------- |
| 2008           | 2              | 1              |
| 2009           | 3              | 0              |
| 2010           | 5              | 1              |
| 2011           | 8              | 3              |
| 2012           | 7              | 2              |
| 2013           | 9              | 0              |
| 2014           | 6              | 0              |
| 2015           | 6              | 1              |
| 2016           | 7              | 1              |
| 2017           | 7              | 0              |
| 2018           | 5              | 2              |
| 通算           | 65             | 11             |

#### 代表での得点
| #   | 開催日         | 開催地               | 対戦国             | スコア | 結果 | 大会                            |
| --- | -------------- | -------------------- | ------------------ | ------ | ---- | ------------------------------- |
| 1.  | 2008年5月28日  | ティラスポリ         | モルドバ           | 0-1    | 2-2  | 親善試合                        |
| 2.  | 2010年10月12日 | エレバン             | アンドラ           | 4-0    | 4-0  | UEFA EURO 2012予選              |
| 3.  | 2011年6月4日   | サンクトペテルブルク | ロシア             | 0-1    | 3-1  | UEFA EURO 2012予選              |
| 4.  | 2011年9月2日   | アンドラ・ラ・ベリャ | アンドラ           | 0-1    | 0-3  | UEFA EURO 2012予選              |
| 5.  | 2011年10月7日  | エレバン             | 北マケドニア       | 1-0    | 4-1  | UEFA EURO 2012予選              |
| 6.  | 2012年2月29日  | リマソール           | カナダ             | 1-1    | 1-3  | 親善試合                        |
| 7.  | 2012年2月29日  | リマソール           | カナダ             | 1-2    | 1-3  | 親善試合                        |
| 8.  | 2015年6月13日  | エレバン             | ポルトガル         | 1-0    | 2-3  | UEFA EURO 2016予選              |
| 9.  | 2016年10月11日 | ワルシャワ           | ポーランド         | 1-1    | 1-2  | 2018 FIFAワールドカップ・予選   |
| 10. | 2018年9月6日   | エレバン             | リヒテンシュタイン | 1-0    | 2-1  | 2018-19 UEFAネーションズリーグD |
| 11. | 2018年10月16日 | エレバン             | 北マケドニア       | 1-0    | 4-0  | 2018-19 UEFAネーションズリーグD |

## タイトル

### クラブ
FCアララト・エレバン
- アルメニア・インデペンデンスカップ (1) : 2008

FCピュニク・エレバン
- アルメニア・プレミアリーグ (2) : 2009, 2010
- アルメニア・インデペンデンスカップ (2) : 2009, 2010
- アルメニア・スーパーカップ (1) : 2010

FCアクトベ
- カザフスタン・スペルクボグィ (1) : 2014

### 個人
- アルメニア・プレミアリーグ得点王 (3) : 2007 (22), 2008 (17), 2010 (16)